# NGC 5612
NGC 5612 је спирална галаксија у сазвежђу Рајска птица која се налази на NGC листи објеката дубоког неба.
Деклинација објекта је - 78° 23' 16" а ректасцензија 14h 34m 1,5s. Привидна величина (магнитуда) објекта NGC 5612 износи 12,2 а фотографска магнитуда 13,0. Налази се на удаљености од 34,6000 милиона парсека од Сунца. NGC 5612 је још познат и под ознакама ESO 22-1, IRAS 14281-7809, PGC 52057.